# Confins (revista)
Confins é uma revista franco-brasileira de geografia, dedicada à publicação de artigos originais, em francês ou português, bem como traduções de artigos existentes. A revista segue as exigências de uma revista científica e a avaliação dos artigos é feita por comitês. O ISSN electrônico da revista é 1958-9212.
A coordenação editorial é de responsabilidade de Hervé Théry (CNRS e USP) e Neli Aparecida de Mello Théry (USP).